# Sacerdotes de la Misericordia
Los Sacerdotes de la Misericordia (en latín
Congregatio Presbyterorum a Misericordia) es un instituto religioso masculino de derecho pontificio: los miembros de esta congregación clerical ponen luego de su nombre la sigla C.P.M.

## Historia
la congregación nació en Francia en 1808 para 
reevangelizar la zona rural, abandonada por el clero durante
el periodo revolucionario, el arzobispo
de Lyon Joseph Fesch (1763-1839)
encargó al sacerdote Jean-Baptiste Rauzan (1757-1847), de 
Burdeos y a Charles de Forbin-Janson
(1785-1844), futuro obispo de Nancy,
organizar la comunidad de religiosos para la predicación de las 
misiones populares y de los retiros espirituales.
Los sacerdotes de la compañía fueron dispersados por Napoleón Bonaparte
y se reorganizaron en París en 1814, y nuevamente suprimida
después del motín de 1830. La congregación
resurge en 1833, y su constitución 
fue aprobada por el papa Gregorio XVI con decreto del 18 de febrero de 1834.
En 1839 el padre Rauzan envió a los primeros sacerdotes a Estados Unidos.
A causa de la nueva ley de la III República sobre
las asociaciones (1901) y de la ley del gobierno de Émile Combes,
los Sacerdotes de la Misericordia abandonaron Francia para establecerse en el
Nuevo Continente.
En 1956 la congregación fue reformada por la Santa Sede.

## Actividad y difusión
los sacerdotes de la congregación se dedican principalmente a la predicación
de las misiones populares en las zonas rurales y periféricas.
Están presentes en Estados Unidos; la sede generalicia está en
Auburn (Kentucky).
El 31 de enero de 2005, el instituto contaba con 4 casas y 36 religiosos,
28 de los cuales sacerdotes.
Tienen una asociación laical la Cofradía de Nuestra Señora de la Misericordia, para las personas que han sido heridas por el aborto, y quienes defienden la integridad sexual de todo ser humano, el nombre fue tomado de la cofradía fundada por Santa Margarita de Cortona.